# Pseudopentaria mesopotamica
Pseudopentaria mesopotamica là một loài bọ cánh cứng trong họ Scraptiidae. Loài này được Blair miêu tả khoa học năm 1923.